# Kaliwulu
Kaliwulu is een bestuurslaag in het regentschap Cirebon van de provincie West-Java, Indonesië. Kaliwulu telt 8771 inwoners (volkstelling 2010).